# Ансел Адамс
Ансел Истон Адамс (енгл. Ansel Easton Adams; Сан Франциско, 20. фебруар 1902 – Монтереј, 22. април 1984) био је амерички фотограф и борац за заштиту животне средине. Најпознатији је по црно-белим фотографијама насталим на америчком западу.

## Биографија
Рођен је у Сан Франциску 1902. године. Своје прве фотографије је снимио током одмора у националном парку Јосемити (енгл. Yosemite National Park) у Калифорнији, са свега четрнаест година.
Чак и тада је било видљиво оно што ће бити карактеристично за читав његов рад: комбинација изванредних фотографских вештина и дубоко дивљење према америчким пејзажима. Већ следеће године се самостално враћа у Јосемити, али са бољом фотографском опремом и знањем стеченим о основним техникама и вештинама потребним за фотографију на великим висинама и под тешким временским условима.
Паралелно је изучавао и музику и фотографију.
Његове прве фотографије су објављене 1921. и већ следеће године почела је продаја првих примерака. У његовим раним радовима била је приказана пажљива композиција и осећај за тонални баланс. Истовреено је имао у плану и развој музичке каријере.
Средином 1920-их, Адамс је експериментисао са меким фокусом, графиком, као и другим техникама пиктуралних фотографа, као што су фото-сецесије вође Алфреда Стиглица који је настојао да изједначи уметнички ниво фотографије и сликарства опонашајући сликарске мотиве у својим радовима. Међутим, Адамсов рад се усмерава на ручно бојење које је било популарно у то доба. Користио је различите објективе како би добио разноврсне ефекте, али је на крају одбацио пикторализам и заменио га реалистичким приступом који се ослањао на оштар фокус, повећан контраст и прецизне експозиције.
Израду прве колекције у свом новом стилу, уговорио је 1927. године, у коју је била укључена његова позната фотографија „Monolith”.
Уз покровитељство и промоцију Алберта Бендера, Адамсова прва колекција достигла је велики успех и отвориле су му се нове пословне понуде.
На позив Бендера, прикључује се престижном „Roxburghe” клубу, где је много научио о техникама штампе, бојама, дизајну и другим стварима које је касније примењивао у својим пројектима. Нажалост, у то време, већина његових радова се још увек обављало у подруму куће његових родитеља и био је донекле ограничен једва адекватном опремом.
Вирџинија Бест, са којом је радио на развоју музичке каријере, постаје његова жена 1928. године. Између 1929. и 1942. Адамсов рад сазрева. У току своје 60-годишње каријере, 1930-е су се показале као посебно продуктивно и експериментално време. Адамс је проширио своје стварање, фокусирајући се на детаљни крупни план, као и велике форме од планина до фабрика.
Адамсова друга колекција објављен је 1930. године. Прву самосталну изложбу успешно приређује 1931. године, на којој је представљено 60 његових радова. У Новом Мексику упознаје Пола Стренда, који је посебно утицао на њега одавајући му тајне својих техника и охрабрујући га. Адамс је усвојио Стрендову технику коришћења сјајног папира.
Сусрет са Полом Стрендом 1930. показао је му је да је истинско средство његовог изражавања заправо фотографија. Стрендов концепт чисте фотографије оставио је трајан утисак на Адамса и подстакао га да себи расветли своје сопствене тежње. С неколицином других фотографа основао је 1932. године групу „f/64”. Чланови ове групе догматски су се придржавали стила који наглашава највећу могућу дубину поља и најоштрију репродукцију детаља. Опчињени прецизношћу свог медија, посебно су неговали приказивање одабраних тема у крупном плану.
Током 1933. добио је прво дете, сина Мајкла, а две године затим и ћерку Ени. Током 1930-их бавио се комерцијалним пројектима, али такође је стварао много нових фотографија. Тада настаје једно од његових највећих дела, фотографија „Clearing Winter Storm”. У септембру 1941. Адамс склапа уговор са Министарством унутрашњих послова о снимању фотографија националних паркова, резервата Индијанаца, и других локација за потребе унутрашње декорације нове зграде Министарства. Такође је својим стварањем допринео у рату радећи многе фотографске задатке за војне потребе.
Године 1941. Адамс је сачинио чувени „Систем зонирања”, приручник о одређивању тачне експозиције и времена развијања да би се постигла оптимална градација сивих тонова. Своје идеје о фотографији и фотографским поступцима Адамс је преносио бројним књигама и семинарима. Године 1946. основао је одсек фотографије на Калифорнијској школи ликовних уметности у Сан Франциску.
Током 1960-их и 1970-их година организовао је неколико изложби и посветио се писању. Он је вешто користио своје радове за промовисање многих циљева и у настајању еколошких покрета, али је увек инсистирао да, док год су у питању његове дела, лепота је на првом месту. Његове узбудљиве фотографије су и даље веома популарне у календарима, постерима и књигама.
Изабран је за члана Америчке академије наука и уметности 1966. године, а 1980. добио је „Председничку медаљу слободе” која представља највише национално цивилно признање.
Умро 22. априла 1984. у осамдесет другој години од рака.

## Одабране награде
Ансел Адамс је добио бројне награде током свог живота и постхумно, а неколико награда названо је по њему. 